# معرض ملقا للفنون
معرض ملقا للفنون هو معرض فني في مدينة ملقا في ماليزيا، والذي تم تأسيسه في عام 1958، يقع في الطابق العلوي من المبنى الذي يضم متحف شباب ماليزيا في الطابق الأرضي، وقد تم إنشاؤه في الأصل كمكتب إداري لحكومة ملقا الهولندية.
يعرض القسم الدائم من المعرض حوالي 150 لوحة، و30 منحوتة من إنتاج فنانين ماليزيين مشهورين، مثل رافي عبد الرحمن، ووان هوي جيو، ورحمت رملي، ورافي عبد الغني، وجيهان تشان، وتم عرض فنانين أجانب من بينهم جيرارد فان دن أوتيلار من هولندا، ويعرض المعرض أيضًا بانتظام معارض أخرى مثل الخط والأفلام وما إلى ذلك.